# カー効果
カー効果（―こうか、英: Kerr effect）は、1875年、スコットランドの物理学者であるジョン・カーが発見した2次の電気光学効果のことである。ジョン・カーは、2次の電気光学効果だけでなく、磁気光学効果も発見したため、特に2次の電気光学効果の方を電気光学カー効果（でんきこうがくかあこうか、英: Electro-optical Kerr effect）と呼ぶ。
電気光学カー効果と、磁気光学カー効果を総称してカー効果と呼ぶことがある。この項目では狭義のカー効果である電気光学カー効果について説明する。磁気光学カー効果についてはリンク先を参照すること。

## 定義
カー効果（電気光学カー効果）は、ある物質に電場が印加されたときにその物質の屈折率が電場の強さの2乗に比例して変化する現象、より厳密には電場の強さの2乗に比例した複屈折を生じる現象である。

## 応用
この現象は、ナノ秒、フェムト秒レーザーの高速シャッターに利用されている。結晶の両端に偏光板をおき、偏光方向を垂直にすると不透明となる。しかし、結晶に電圧をかけて偏光方向を変えることにより透明になる。これにより、機械のシャッターでは不可能な高速スイッチングを行っている。

## 光カー効果
カー効果を引き起こす電場が光電場のとき、この現象をとくに光カー効果という。非線形光学効果の一種である。伝播する光それ自身によって引き起こされる光カー効果（例えば自己集束）もあるし、別に導入する光によって引き起こされる光カー効果もある。後者においては、ピコ秒・フェムト秒のレーザーパルスを用いるとパルス電圧を用いる場合以上に高速のシャッターとして動作させることが可能であり、超高速分光や超高速イメージング等に応用されている。
光カー効果は、3次の非線形光学媒質に光が入射した際に電気感受率が変化することに由来する。光カー効果では入射光の強度に依存して媒質の屈折率が変化するため、媒質中で光の位相速度が変化する（自己位相変調）。
3次の非線形光学媒質中を光ビームが透過する時、その媒質の屈折率は光ビームの強度の空間分布に応じて変化する。光ビームが断面の中心で強度が最大となる時、屈折率変化も中心で最大となり、光ビームが媒質中で自分自身を収束させる働きをする。この効果を自己集束（self-focusing）という。